# Guamische Fußballnationalmannschaft (U-20-Männer)
Die Guamische U-20-Fußballnationalmannschaft ist eine Auswahlmannschaft von guamischen Fußballspieler, die der Guam Football Association unterliegt.

## Geschichte
Die Mannschaft bestritt im Mai 1994 ihr erstes Länderspiel gegen Japan. Seitdem nimmt die Mannschaft auch an der Qualifikation für die U20-Asienmeisterschaft teil, konnte sich jedoch noch nie für die Endrunde qualifizieren. Von der Qualifikation für das Turnier im Jahr 2014 zog man sich sogar zurück. Danach nahm man auch erst wieder ab der Qualifikation zum Turnier teil, welches im Jahr 2020 ausgerichtet werden sollte.